# Џорџ Шолти
Џорџ Шолти (енгл. Georg Solti; Будимпешта, 21. октобар 1912 — Антиб, 5. септембар 1997), рођен као Ђерђ Штерн (мађ. Stern György), био је мађарско-британски оркестрални и оперски диригент, најпознатији по наступима са оперским компанијама у Минхену, Франкфурту и Лондону и као дугогодишњи музички директор Чикашког симфонијског оркестра. Рођен је у Будимпешти, где је студирао код Бела Бартока, Леа Вајнера и Ерна Дохнаја. Тридесетих година 20. века био је репетитор у Мађарској државној опери и радио је на Салцбуршком фестивалу за Артура Тосканинија. Његова каријера је прекинута порастом утицаја нациста на мађарску политику, а будући да је био јеврејског порекла, побегао је од све оштријих мађарских антијеврејских закона 1938. После дириговања сезоне руског балета у Краљевској опери у Лондону пронашао је уточиште у Швајцарској, где је и остао током Другог светског рата. Због забране дириговања, зарађивао је за живот као пијаниста.
После рата, Шолти је 1946. године постављен за музичког директора Баварске државне опере у Минхену. Године 1952. се преселио у Франкфурт, где је остао на челу девет година. Западнонемачко држављанство узео је 1953. Године 1961. постао је музички директор оперске компаније Covent Garden у Лондону. Током свог десетогодишњег мандата, увео је промене које су подигле стандарде на највише међународне нивое. Као музички директор омогућио је компанији статус Краљевске опере. Године 1972. је постао почасни грађанин Кастиљоне дела Пескаја.
Године 1969. је постао музички директор Чикашког симфонијског оркестра, а ту функцију је обављао 22 године. Са оркестром је дириговао вишеструким снимањима и међународним турнејама високог профила. Шолти се 1991. године одрекао те функције и постао лауреат музичког директора оркестра, а ту функцију је обављао до своје смрти. Као осми музички директор Чикашког симфонијског оркестра, радио је и као музички директор Париског оркестра од 1972. до 1975. и главни диригент Лондонске филхармоније од 1979. до 1983. године.
Познат у раним годинама по интензитету музицирања, сматрало се да је Шолти у каснијим годинама постао диригент. Снимио је многа дела два или три пута у различитим фазама каријере и био плодан сниматељ, направивши више од 250 снимака, укључујући 45 комплетних оперских поставки. Најпознатији од његових снимака је Decca Records комплет Вагнеровог Прстен Нибелунга, направљен између 1958. и 1965. Два пута је проглашен за најуспешнијег сниматеља икада, у анкетама за часопис Gramophone 1999. и BBC Music Magazine 2012. године. Шолти је у више наврата награђиван током своје каријере од сниматељске индустрије, укључујући 31 награду Греми.

## Биографија
Рођен је 21. октобра 1912. у Будимпешти, у округу Будимпешта XII, у Будиму као Џорџ Стерн. Имао је сестру Терезу и брата Морица Мор Стерна, који су били Јевреји. После Првог светског рата у Мађарској је постала прихваћена пракса да грађани са немачким презименима усвајају мађарска. Десничарски режим адмирала Миклош Хорти је донео низ мађаризацијских закона, укључујући захтев да их државни службеници са страним звучним именима морају мењати. Мор Стерн, самозапослени трговац, није осећао потребу да мења презиме, али је сматрао да је боље да промени име својој деце. Преименовао их је по Шолту, малом граду у централној Мађарској. Име његовог сина, Џорџ, било је прихватљиво и није промењено.
Шолти је оца описао као „доброг, слатког човека који је веровао свима, иако није смео, али јесте”. Наводи да су Јевреји у Мађарској били изузетно патриотски настројени. Године 1914, када је избио рат, његов отац је већину свог новца уложио у рат, у зајам за помоћ земљи. Док су обвезнице доспеле, биле су без вредности. Мор Стерн је био религиозан човек, али његов син је био мање од њега. Касније у животу Шолти се присетио: „Често сам га узнемирио јер никада нисам боравио у синагоги дуже од десет минута”. Тереза Стерн је била из музичке породице и храбрила је своју ћерку Лили, осам година старију од остале деце, да пева, а Џорџа да је прати на клавиру. Шолти је рекао: „Направио сам толико грешака, али то је било непроцењиво искуство за оперног диригента. Научио сам да сарађујем са њом”. Није био вредан ученик клавира: „Мајка ми је стално говорила да вежбам, али зашто би десетогодишњак желео да свира клавир кад би могао да игра фудбал?”.
Шолти се са десет година уписао у музичку школу Ерне Фодор у Будимпешти, прешавши две године касније на престижнију академију Франц Лист. Када је имао дванаест година, чуо је изведбу Бетовенове симфоније бр. 5 под диригентском палицом Ериха Клајбера, што га је подстакло да постане диригент. Његови родитељи нису могли да приуште плаћање музичког образовања, а богати ујаци нису сматрали музику одговарајућом професијом због чега је од тринаест године своје образовање плаћао држећи часове клавира.
На факултету Франц Лист били су неки од најеминентнијих мађарских музичара, међу којима су Бела Барток, Лео Вајнер, Ерно Дохнањи и Золтан Кодаљи. Шолти се усавршавао на клавиру, камерној музици и композицији. Неки извори наводе да је и он студирао код Кодаљија, али у својим мемоарима Шолти се присетио да га је Кодаљи, коме би био дражи, препустио да композицију усавршава код Алберта Шиклоша, а затим код Дохнања. Нису сви наставници били подједнако угледни: Шолти се са мало задовољства присећао предавања које је водио Ерне Унгер „који је својим ученицима наложио да користе круте покрете малим зглобовима. Похађао сам наставу само две године, али требало ми је пет година практичног рада и вођења искуством пре него што сам успео да научим оно што ме је учио”.

### Пијаниста и диригент
По завршетку студија 1930. године, Шолти је именован за особље Мађарске државне опере. Открио је да је рад као репетитор, тренирање певача у њиховим улогама и свирање на пробама плоднија припрема од Унгерове наставе за припреме диригената. Године 1932. отишао је у Карлслуе као помоћник Јозефа Крипса, али у року од годину дана Крипс је, предвиђајући скори успон Хитлера и нациста на власт, инсистирао да се Шолти врати у Будимпешту, где у то време Јевреји нису били у опасности. Други јеврејски и антинацистички музичари, такође, су кренули из Немачке у Будимпешту. Међу осталим музичким изгнаницима са којима је Шолти радио, били су Ото Клемперер, Фриц Буш и Карлос Клајбер. Пре него што је Аустрија пала под нацистичку контролу, Шолти је био помоћник Артура Тосканинија на Салцбуршком фестивалу 1937:
Артуро Тосканини је био први велики музички утисак у мом животу. Пре него што сам га 1936. чуо уживо, никада нисам чуо сјајног оперног диригента, ни у Будимпешти, и било је то попут муње. Чуо сам његов Фалстаф 1936. године и утицај је био невероватан. Први пут сам чуо да ансамбл пева апсолутно тачно. Било је фантастично. Тада никада нисам очекивао да ћу упознати Тосканинија. Била је то шанса у милион. Имао сам препоручено писмо директора мађарске државне опере председнику Салцбуршког фестивала. Примио ме је и рекао: „Да ли знате Чаробну фрулу, јер имамо епидемију грипа, а два наша репетитора су болесна? Да ли бисте могли да учествујете данас поподне на сценским пробама?”.
После рада као репрезент у Мађарској државној опери, и његовим повезаношћу са Тосканинијем, Шолти је добио прву прилику за дириговање, 11. марта 1938, опера је била Фигарова женидба. Те вечери стигле су вести о инвазији Немаца на Аустрију. Многи Мађари су се плашили да ће Хитлер следећи пут напасти Мађарску; он то није учинио, али Миклош Хорти је, како би ојачао своје партнерство са нацистима, увео антисемитске законе, одражавајући Нирнбершке законе, ограничавајући мађарске Јевреје да се баве тим професијама. Шолтијева породица га је наговарала да се одсели. Отишао је прво у Лондон, где је дебитовао у The Royal Opera, диригујући лондонском филхармонијом за руску балетску сезону. The Times није био импресиониран Шолтијевим напорима, сматрајући их „превише насилно”.
После наступа у Лондону, Шолти је отишао у Швајцарску да тражи Тосканинија, који је дириговао у Луцерну. Шолти се надао да ће му Тосканини помоћи и да ће му наћи место у САД. Није био у могућности да му то учини, али Шолти је пронашао посао и сигурност у Швајцарској као вокални тренер тенора Макса Хирцена, који је вежбао за улогу Тристана у Тристан и Изолда. Током читавог Другог светског рата Шолти је остао у Швајцарској. Оца више није видео: Мор Стерн је преминуо од дијабетеса у будимпештанској болници 1943. Шолти се после рата поново спојио са мајком и сестром. У Швајцарској није могао добити дозволу за рад као диригент, али је зарађивао за живот као професор клавира. Након што је победио на међународном пијанистичком такмичењу у Женеви 1942. године, било му је дозвољено да изводи клавирске рецитале, али још увек није смео да диригује. Током изгнанства упознао је Хеди Оешли, ћерку предавача на Универзитету у Цириху, са којом се оженио 1946. У својим мемоарима писао је о њој: „Била је веома елегантна и софистицирана. Хеди ми је дала мало милости и научила ме лепом понашању, иако у томе никада није у потпуности успела. Такође ми је изузетно помогла у каријери”.

### Минхен и Франкфурт
Завршетком рата Шолтијева срећа се драстично променила. Постављен је за музичког директора баварске државне опере у Минхену 1946. У нормалним околностима за ово престижно место било би незамисливо да се именује млад и неискусан диригент, али успешним немачким диригентима попут Вилхелма Фуртвенглера, Клеменса Крауса и Херберта фон Карајана је забрањено обављање дужности до окончања поступка денацификације против њих. Под Шолтијевим водством, компанија је обновила свој репертоар и почела да повраћа своју предратну еминенцију. Искористио је охрабрење Рихарда Штрауса, у чијем је присуству дириговао Der Rosenkavalier. Штраус је оклевао да разговара о сопственој музици са Шолтијем, али дао му је савете о дириговању.
Поред именовања у Минхену, Шолти је стекао уговор о снимању 1946. Потписао је за Decca Records, не као диригент, већ као корепетитор клавира. Прво снимање извршило се 1947. свирајући Брамсову прву виолинску сонату са виолинистом Георгом Куленкампфом. Био је упоран у жељи да диригује, а Decca Records га је касније исте године снимио први пут као диригента, са оркестром Tonhalle-Zürich у Бетовеновој увертири Egmont. Двадесет година касније Шолти је изјавио: „Сигуран сам да је то ужасна плоча, јер оркестар у то доба није био баш добар и био сам тако узбуђен. Ужасна је, сигурно ужасна, али до сада је нестала”. На следећи снимак диригента морао је да сачека две године. Било је то у Лондону, Јозеф Хајднова симфонија Drum Roll, у сесијама које је произвео Џон Калшо, са чијом је каријером Шолти постао блиско повезан током наредне две деценије. Прегледавајући плочу, Gramophone је рекао: „Наступ лондонске филхармоније под водством Георга Шолтија (фини диригент који је мени нов) изванредан је по ритмичном свирању, богатству тона и јасноћи извођења”. The Record Guide га је упоредио са EMI Classics супарничким записом Томасом Бичамом и Робин Стејплтона.
Године 1951. Шолти је први пут дириговао на Салцбуршком фестивалу, делом и под утицајем Фуртвенглера, који је био импресиониран њиме. Дело је било Idomeneo, које тамо раније није било дато. У Минхену је Шолти постигао популарни успех, али из политичких разлога његов положај у државној опери никада није био сигуран. И даље се одржавало мишљење да би требало да буде задужен немачки диригент; под притиском, и након пет година Шолти је прихватио понуду да се 1952. пресели у Франкфурт као музички директор Oper Frankfurt. Градска опера је уништена у рату, а Шолти је преузео обавезу да изгради нову компанију и репертоар. Такође је дириговао симфонијским концертима које је одржавао оперски оркестар. Франкфуртова кућа била је мање престижна од минхенске и у почетку је тај потез сматрао понижавањем, али и да га је то место испунило због чега је остао у Франкфурту од 1952. до 1961. године, представивши 33 опере, од којих 19 раније није дириговао. Франкфурт, за разлику од Минхена, није могао да привуче многе водеће немачке певаче. Шолти је регрутовао многе младе америчке певачице као што су Клер Вотсон и Силвија Сталман, до те мере да је кућа стекла надимак Amerikanische Oper am Main. Године 1953. влада Западне Немачке понудила је Шолтију немачко држављанство, које је, будући да је као мађарски прогнаник био без држављанства, са захвалношћу прихватио. Веровао је да се никада неће моћи вратити у Мађарску, до тада под комунистичком влашћу. Две деценије је остао немачки држављанин.
Током франкфуртских година Шолти је наступао са другим оперским компанијама и оркестрима. Први пут је дириговао у Америци 1952. године, одржавајући концерте у Буенос Ајресу. Исте године дебитовао је на Единбуршком фестивалу као гостујући диригент са државном опером у Хамбургу. Следеће године био је гост у опери у Сан Франциску са Електра, Валкира и Тристан и Изолда. Године 1954. дириговао је Дон Ђовани на фестивалу. Рецензент The Times је рекао да се не може наћи грешка у Шолтијевом „живахном и осетљивом” дириговању. Исте године Шолти се први пут појавио са Чикашким симфонијским оркестром, на фестивалу Равинија. Године 1960. дебитовао је у Метрополитен опери у Њујорку, диригујући Tannhäuser, и тамо је наставио да се појављује до 1964.
Шолтијева каријера је у студијима започета након 1956. године, када је Џон Калшо постављен на чело Decca Records класичног програма за снимање. Калшо је веровао да је Шолти „велики Вагнеров диригент нашег доба”, и био је одлучан да са њим и најбољим доступним певачима Вагнера сними четири опере Прстен Нибелунга. У глумачкој екипи били су Кирстен Флагстад, Ханс Хотер, Биргит Нилсон и Волфганг Виндгасен. Осим Arabella 1957. године, када је заменио Карла Бема који се повукао, Шолти није снимио ниједну оперу све до сесија за Рајнско злато, прву из тетралогије Ring, у септембру и октобру 1958. У својим мемоарима Калшо и Шолти су испричали како је Волтер Лег из Decca Records ривала EMI предвидео да ће Das Rheingold бити комерцијална катастрофа („Врло лепо”, рекао је, „Веома занимљиво. Али, наравно, нећете га продати”). Успех снимања изненадио је дискографску кућу. Недељама се појављивао на Билборд лествици, једином класичном албуму, заједно са најпродаванијим албумима Елвиса Преслија и Пета Буна, и довео Шолтијево име до међународне популарности. Наступио је са водећим оркестрима у Њујорку, Бечу и Лос Анђелесу, а у Covent Garden дириговао је Der Rosenkavalier и Бритнов A Midsummer Night's Dream.

### Ковент Гарден (Covent Garden)
Године 1960. Шолти је потписао трогодишњи уговор за музичког директора филхармоније у Лос Анђелесу од 1962. Чак и пре него што је заузео место, аутократски председник филхармоније, Дороти Буфум Чандлер, прекршио је уговор именовањем заменика музичког директора без одобрења Шолтија. Иако се дивио изабраном заменику Зубин Мехта, Шолти је осећао да од самог почетка није могао да му подрива ауторитет и повукао се са именовања. Прихватио је понуду да постане музички директор оперске компаније Covent Garden, Лондон. После 14 година искуства у Минхену и Франкфурту, био је несигуран да ли жели треће узастопно оперно место. Штавише, основана 15 година раније, компанија Covent Garden још увек није била једнака најбољим оперским кућама у Европи. Бруно Валтер је убедио Шолтија да је његова дужност да преузме Covent Garden.
Биограф Монти Холтрехт сугерише да је Шолти кршење уговора из Лос Анђелеса схватио као погодан изговор да напусти филхармонију у корист Covent Gardenа. Међутим, у својим мемоарима Шолти је написао да је заиста желео положај Лос Анђелеса. Првобитно је размишљао да заузме оба места у тандему, али је касније признао да је имао среће.
Шолти је преузео музичко руководство у Covent Garden у августу 1961, када је постојала забринутост да би под њим могло доћи до одступања од првобитне политике оперске компаније на енглеском језику. Шолти је, међутим, био заговорник опере на народном језику, и промовисао је развој британских и Комонвелтних певача у компанији, често их убацујући у своје снимке и важне продукције, преферирајући иностране уметнике. Своје веровање у вернакуларну оперу показао је троструким рачуном на енглеском језику L'heure espagnole, Erwartung и Gianni Schicchi. Како је деценија одмицала, све више и више продукција се морало певати на оригиналном језику да би се примиле међународне звезде.
Као и његов претходник Рафаел Кубелик и његов наследник Колин Дејвис, и Шолти је као музички директор ометао прекорно непријатељство у Covent Garden. Неке штампе биле су изузетно критичне, Шолти је био толико повређен рецензијом The Times о његовом вођењу Фигарова женидба да је у очају замало напустио Covent Garden. Извршни директор опере, Дејвид Кенјон Вебсте, наговорио га је да остане са компанијом и ствари су се побољшале, потпомогнуте променама на којима је Шолти инсистирао. Хор и оркестар су ојачали, а у интересу музичке и драмске изврсности, Солти је обезбедио увођење система распореда наступа, уместо традиционалног система репертоара. До 1967. The Times је коментарисао: „Покровитељи Covent Garden данас аутоматски очекују да ће свака нова продукција и било какав препород бити представљен једнако снажно као било шта у Њујорку и пажљиво представљено као било шта у Милану или Бечу”.
Репертоар компаније 1960-их комбиновао је стандардна оперска дела са мање познатим делима. Међу најславнијим продукцијама у Шолтијево време био је Шенбергов Moses und Aron у сезонама 1965—66. и 1966—67. Године 1970. Шолти је водио компанију у Немачкој, где су Don Carlos, Falstaff и Victory поклонили ново дело Ричарда Родни Бенета. Јавност у Минхену и Берлину била је, према Frankfurter Allgemeine Zeitung, „изван себе од ентузијазма”.
Историчар музике назвао га је „ужурбаним, човеком чији је целокупан физички и ментални став оличио речи Ја сам главни”. Певачи попут Питера Глосопа описали су га као насилника, а након што је радио са Шолтијем, Џон Викерс је одбио да то поново учини. Ипак, признато је да је под његовим управљањем компанија постигла једнакост са највећим оперским кућама на свету. Краљица Елизабета II је доделила компанији титулу Краљевска опера 1968. До овог тренутка, Шолти је, према речима његовог биографа Паула Робинсона, „после Карајана, најславнији диригент на делу”. На крају своје деценије као музички директор у Covent Garden Шолти је водио компанију у 33 опере 13 композитора.
Године 1964. Шолти се развео од супруге. Уселио се у Хотел Савој, где је недуго затим срео Валери Питс, британску телевизијску водитељку, послату да га интервјуише. И она је била удата, али након три године познанства, Шолти ју је навео да се разведе од мужа. Венчали су се 11. новембра 1967. и имали су две ћерке.

### Чикашки симфонијски оркестар
Године 1967. Шолти је позван да постане музички директор Чикашког симфонијског оркестра. То је био други пут да му је понуђено место. Први је био 1963. године након смрти диригента оркестра Фрица Рајнера, који је стекао репутацију у претходној деценији. Шолти је представницима оркестра рекао да су његове обавезе у Covent Garden га онемогућиле да се ангажује у Чикагу осам месеци у години као што су тражили. Предложио је да му се да три и по месеца годишње и да се Карло Марија Ђулини позове да преузме одговорност за слично време, што је оркестар одбио. Када је Шолти прихватио други позив оркестра, договорено је да Ђулини буде именован за дириговање. Оба диригента потписала су трогодишње уговоре са оркестром, на снази од 1969.
Један од чланова Чикашке симфоније описао је Шолтија као „најбољег провинцијског оркестара на свету”. Многи су остали из његове деценије под вођством Рајнера, оркестар је дуговао пет милиона долара. Шолти је закључио да је од кључне важности да се подигне међународни профил оркестра. Обезбедио је да буде ангажован на многим његовим сесијама у Decca Records, а он и Ђулини су водили европску турнеју 1971. године, свирајући у десет земаља. Било је то први пут у својој 80-годишњој историји да је оркестар свирао ван Северне Америке. Оркестар је добио похвале европских критичара, а на крају турнеје дочекан је парадом.
Главни свирач флауте оркестра, Доналд Пек, је коментарисао да је однос диригента и оркестра тешко објаснити: „неки диригенти се слажу са неким оркестрима, а не са другима. Имали смо добар однос са Шолтијем и он са нама”. Пеков колега, виолиниста Виктор Ајтај, изјавио је: „Обично су диригенти опуштени на пробама и напети на концертима, Шолти је обрнуто. На пробама је веома напет, што нас чини концентрисаним, али опуштеним током извођења, што је велика предност за оркестар”. Пек се присетио сталних напора Шолтија да побољша сопствену технику и интерпретацију, у једном тренутку експериментално се ослобађајући палице, обраћајући им се опуштеним тоном.
Осим што је подигао профил оркестра и помогао му да се врати у просперитет, Шолти је знатно проширио свој репертоар. Под његовим вођством је чикашка симфонија дала своје прве циклусе симфонија Брукнера и Малера. Представио је нова дела наручена за оркестар, попут Лутославске симфоније бр. 3 и Типетове симфоније бр. 4 која је била посвећена Шолтију. Још једно ново дело био је Типетова Byzantium, оркестрални циклус песама, који су премијерно извели Шолти и оркестар са сопраном Феј Робинсон. Шолти је често програмирао дела америчких композитора, укључујући Чарлса Ијвса и Елиота Картера.
Шолтијеви снимци са чикашком симфонијом су укључивале комплетне симфоније Бетовена, Брамса, Брукнера и Малера. Већина његових оперских снимака било је са другим оркестрима, али снимљени су Холанђанин луталица (1976), Фиделио (1979), Moses und Aron (1984) и његова друга снимања Мајстори певачи из Нирнберга (1995) и Вердијево Отело (1991).
Након што се 1991. године одрекао места музичког директора, Шолти је наставио да диригује оркестром и добио је титулу лауреата музичког директора. Дириговао је 999 концерата са оркестром. Његов 1000. концерт био је заказан за октобар 1997. године, отприлике у време његовог 85. рођендана, али је преминуо тог септембра.

### Касније године
Поред свог мандата у Чикагу, Шолти је био музички директор оркестра Париза од 1972. до 1975. Од 1979. до 1983. био је и главни диригент лондонске филхармоније. Наставио је да проширује свој репертоар. Са лондонском филхармонијом је извео многа Елгарова главна дела на концерту и снимању. Пре извођења Елгарове две симфоније, Шолти је проучавао композиторове сопствене снимке, снимљене више од 40 година раније, и био је под утицајем њихове темпе и наглости. Критичар часописа The Guardian је написао да Шолти „преноси аутентични фресон великог елгарског тренутка живописније него икада пре”. Касније у каријери је постао одушевљен музиком Шостаковича, за којег је признао да није ценио у потпуности за живота композитора. Снимио је комерцијалне снимке седам од Шостаковичевих петнаест симфонија.
Године 1983. Шолти је једини пут дириговао на Бајрот фестивалу. У овој фази своје каријере више није волео апстрактне продукције Вагнера или модернистичке реинтерпретације, попут Ring Патриса Шера из 1976. године, за које је сматрао да постају досадни због понављања. Заједно са редитељем Питером Холом и дизајнером Вилијамом Дадлијем је представио циклус Ring који је имао за циљ да представи Вагнерове намере. Немачка критика није добро прихватила продукцију која је очекивала радикалну реинтерпретацију опера. Шолтијево дириговање је похваљено, али болести и замене водећих извођача у последњем тренутку утицале су на стандард певања. Позван је да се врати у Бајројт следеће сезоне, али му је било лоше и повукао се по лекарском савету пре почетка фестивала 1984.
Године 1991. Шолти је сарађивао са глумцем и композитором Дадли Муром стварајући осмоделну телевизијску серију Orchestra! која је дизајнирана са циљем да публику упозна са симфонијским оркестром. Године 1994. режирао је Solti Orchestral Project, радионице за обуку младих америчких музичара. Следеће године, у знак обележавања 50. годишњице Уједињених нација, основао је Светски оркестар за мир, који се састојао од 81 музичара из 40 нација. Оркестар наставља да наступа и након његове смрти, под диригентском палицом Валерија Гергијева.
Шолти се редовно враћао у Covent Garden као гостујући диригент у годинама након што се одрекао музичког руководства, дочекан са „све бучнијом добродошлицом”. Од 1972. до 1997. дириговао је десет опера, пет које раније није водио у Краљевској опери: Кармен, Парсифал, Отмица из сараја, Симоне Боканегра и прослављена продукција Травијата (1994) која је Анђелу Георгију довело до успеха. Дириговао је 14. јула 1997. последњу оперну музику. Претходног дана дириговао је, како се показало, његовим последњим симфонијским концертом. Дело је била Малерова симфонија број 5, са којим је први пут снимио оркестар 50 година раније.
Шолти је изненада преминуо у сну, 5. септембра 1997. на одмору у Антибу на југу Француске, са 84. године. После државне церемоније у Будимпешти, његов пепео је покопан поред остатака Бартока на гробљу Фаркашрети.

## Снимци
Шолти је током целе каријере снимао у компанији Decca Records. Направио је више од 250 снимака, укључујући 45 комплетних оперских поставки. Током 1950-их и 1960-их Decca Records је имала савезништво са RCA Records, а неке од Шолтијевих снимака први пут су издата са етикетом RCA label.
Шолти је био један од првих диригента који је међународну славу стекао као сниматељ пре него што је био широко познат у концертној дворани или оперској кући. Гордон Пари, инжењер компаније Decca Records који је радила са Шолтијем и Калшом на снимцима Ring, приметио је: „Многи људи су рекли да је, наравно, Џон Калшо направио Шолтија. То није тачно. Дао му је прилику да покаже шта може”.
Шолтијева прва снимања била су као корепетитор клавира, свирајући на сесијама у Цириху за виолинисту Георга Куленкампфа 1947. године. Виши продуцент Decca Records, Виктор Улоф, није се много дивио Шолтију као диригенту (као ни Волтер Лег, Columbia Graphophone Company), али Олофов млађи колега и наследник, Калшо, веома је ценио Шолтија. Док су Калшо, а касније James Walker & Co. производили своје снимке, Шолтијева каријера сниматеља је цветала од средине 1950-их. Међу оркестрима са којима је Шолти снимао били су берлинска филхармонија, чикашка симфонија, лондонска филхармонија, лондонска симфонија и бечки филхармонијски оркестри. Солисти у његовим оперским снимцима били су Биргит Нилсон, Џоун Садерланд, Регина Крепен, Пласидо Доминго, Готлоб Фрик, Карло Бергонзи, Кири Те Канава и Хосе ван Дем. На концертним снимцима, Шолти је дириговао, између осталих, за Андраша Шифа, Џулијус Качен, Клифорда Курцона, Владимира Ашкеназија и Кјунг-ва Чунг.
Шолтијев најславнији снимак био је Вагнеров Der Ring des Nibelungen снимљен у Бечу, у продукцији Калшова, између 1958. и 1965. Два пута је проглашен за најуспешнијег сниматеља икада, у анкетама међу читаоцима часописа Gramophone 1999. године и 2011. за BBC Music Magazine. Ова музика се чује у филму Апокалипса данас током сцене напада хеликоптером.

## Награде
Међу признањима која су му додељена су орден британског царства 1968. и почасно витештво 1971. као и основно витештво када је постао британски држављанин 1972. године. Такође му је додељено почасно држављанство Кастиљоне дела Пескаја, у Тоскани, одмаралишта које су посебно посећивале познате личности где је поседовао викендицу, а летње празнике проводио са супругом и ћеркама. У Кастиљони главна пијаца у историјском засеоку града названа је по њему. Примио је признања из Аустрије, Белгије, Данске, Француске, Немачке, Мађарске, Италије, Португалије и САД. Добио је почасне стипендије и дипломе Краљевског музичког колеџа, универзитета DePaul, Фурман, Харварда, Лидса, Лондона, Оксфорда, Сарија и Јејл.
На прослави његовог 75. рођендана 1987. године, посвећена му је бронзана биста Елизабете Фринк у парку Линколн у Чикагу, испред конзерваторијума. Први пут је приказан привремено у Краљевској опери у Лондону. Скулптура је пресељена у парк Грант 2006. године, у нови врт Шолти, у близини оркестралне сале у симфонијском центру. Године 1997, у знак сећања на 85. годишњицу његовог рођења, град Чикаго је преименовао блок улице East Adams који се налази поред симфонијског центра у Sir Georg Solti Place у његово сећање.
Био је тема филма This Is Your Life 1987. године када га је на његов 75. рођендан изненадио Ејмон Ендруз у лондонској Краљевској опери.
Након Шолтијеве смрти, његова удовица и ћерке основале су Шолти фондацију како би помагале младим музичарима. Шолтијеви мемоари, написани уз помоћ Харвија Закса, објављени су месец дана након његове смрти. Шолтијев живот такође је документован у филму Питера Маниура из 1997. године, Sir Georg Solti: The Making of a Maestro.
Године 2012. најављен је низ догађаја под ознаком Solti@100, поводом стогодишњице рођења Шолтија. Међу догађајима били су концерти у Њујорку и Чикагу и комеморативне изложбе у Лондону, Чикагу, Бечу и Њујорку. Исте године Шолти је изабран за инаугуралну грамофонску кућу славних.
Међународно такмичење диригента Џорџ Шолти, које се сваке две године одржава у Франкфурту, именовано је у његову част.